# کلوئی پل
کلوئی پل (فرانسوی: Chloé Pelle‎؛ زادهٔ ۱۴ نوامبر ۱۹۸۹) بازیکن راگبی ۷ نفره زن اهل فرانسه است.
وی در مسابقات کشوری و بین‌المللی در مجموع برندهٔ ۱ مدال نقره شده‌است.